# فلات اندی
فلات اِنِدی (انگلیسی: Ennedi Plateau)در شمال‌شرق چاد، در مناطق اندی غربی و اندی شرقی قرار دارد و بخشی از رشته‌کوه اندی به‌شمار می‌رود. این فلات ماسه‌سنگی در قلب صحرای بزرگ آفریقا واقع شده و بر اثر فرسایش ناشی از باد و دما شکل گرفته است.
این منطقه در سال ۲۰۱۶ به‌عنوان «چهره‌نگار طبیعی و فرهنگی اندی» در فهرست میراث جهانی یونسکو ثبت شد و مساحتی در حدود ۲٬۴۴۱٬۲۰۰ هکتار را در بر می‌گیرد. این ناحیه نه‌تنها به‌خاطر پدیده‌های زمین‌شناسی و تنوع زیستی‌اش شناخته می‌شود، بلکه به‌خاطر آثار پرشمار هنر صخره‌ای که به حدود ۷۰۰۰ سال پیش بازمی‌گردد، دارای اهمیت فرهنگی بالایی است. این نقاشی‌ها به‌ویژه گاوها را به‌تصویر می‌کشند، حیواناتی که در زندگی اقتصادی و فرهنگی جوامع بومی نقش کلیدی داشتند.
در حال حاضر، دو گروه نیمه‌کوچ‌رو، عمدتاً مسلمان، در فصل بارندگی در منطقه زندگی می‌کنند و در فصل خشک از آن عبور می‌کنند. معیشت آن‌ها بر پایه نگهداری شتر، الاغ، گوسفند و بز است.

## چشم‌انداز و اقلیم
فلات اندی با وسعتی حدود ۶۰٬۰۰۰ کیلومتر مربع (تقریباً هم‌اندازه سوئیس) و با بلندترین نقطه حدود ۱۴۵۰ متر، از ماسه‌سنگی تشکیل شده که بر بستر گرانیتی پیش‌کامبرین قرار گرفته است. در این منطقه، چشمه‌ها و گودال‌های آبی دائمی و فصلی وجود دارد. چشم‌انداز طبیعی آن شامل برج‌ها، ستون‌ها، پل‌های سنگی و طاق‌هایی‌ست که جاذبه‌های گردشگری محسوب می‌شوند.

این منطقه بخشی از ساوانای آکاسیایی ساحلی است و در گذشته زیستگاه گونه‌های گوناگون جانوری بوده که اکنون بسیاری از آن‌ها کاهش یافته‌اند. بارش در این منطقه در تابستان از طریق بادهای موسمی حدود ۵۰ تا ۱۵۰ میلی‌متر در سال است و منطقه دارای اقلیم ساحل شمالی در بخش جنوبی خود است. تغییرات اقلیمی از حدود ۶۰۰۰ سال پیش تاکنون نیز در این منطقه مستند شده است.

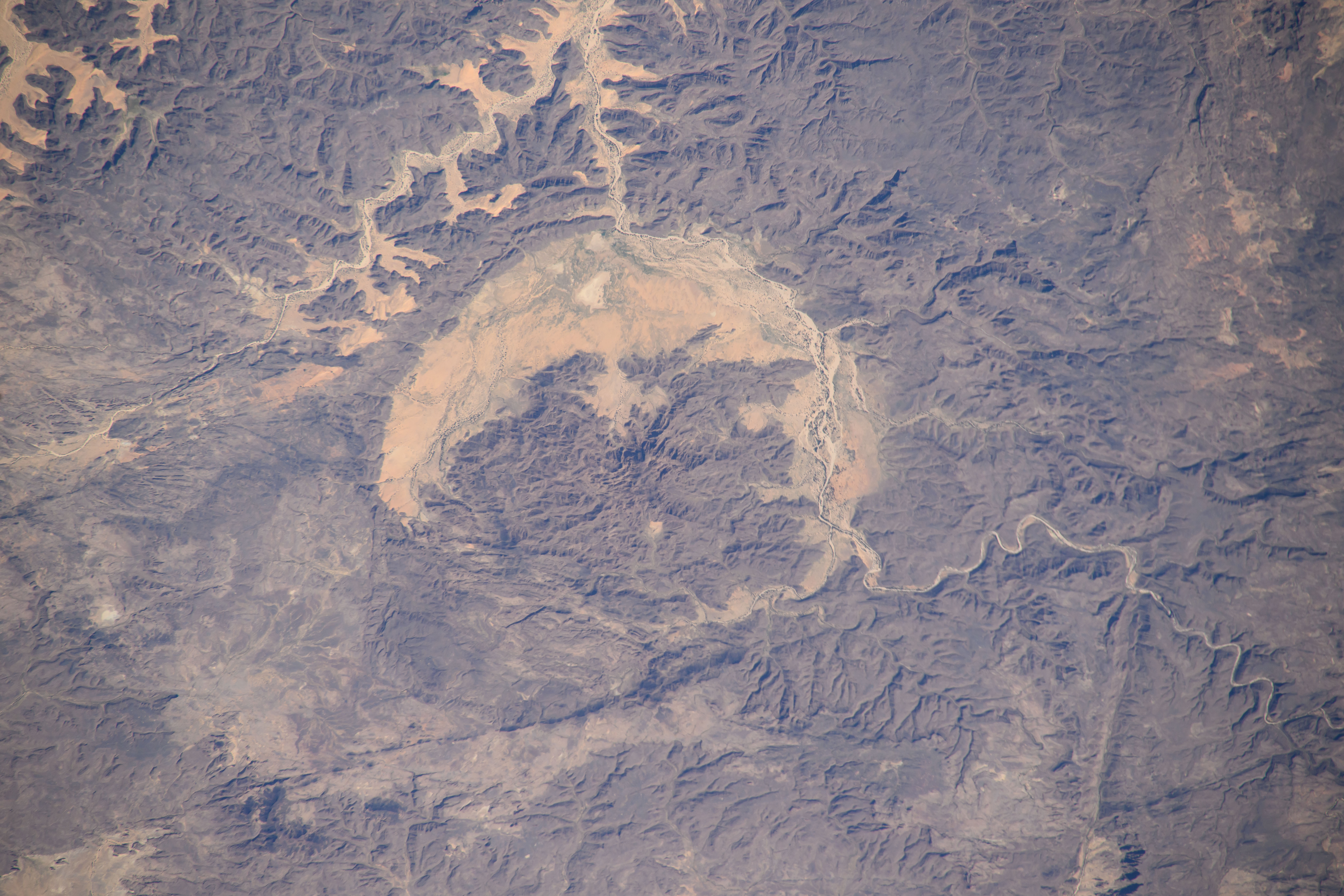
توده سنگی اندی، تصویر ماهواره‌ای

## تاریخچه حفاظت
گرچه کمتر از یک‌دهم میراث‌های جهانی در قاره آفریقا قرار دارند، اما فلات اندی در فوریه ۲۰۱۶ در فهرست یونسکو ثبت شد. طی این روند، بحث‌هایی در مورد مرزها و مشارکت محلی وجود داشت. در نهایت ثبت آن به افزایش درآمد حاصل از گردشگری برای چاد کمک کرد. با این حال، دولت چاد بعدها به‌دلیل اکتشاف نفت، بخشی از منطقه حفاظت‌شده را کاهش داد. گفته می‌شود قراردادهایی میان دولت و شرکت‌های نفتی برای اجارهٔ زمین و حفاری بسته شده است. این روند نگرانی‌هایی دربارهٔ کاهش سطح حفاظت‌شده و آلودگی‌های ناشی از نشت‌های نفتی و مواد شیمیایی ایجاد کرده است.
از اوایل ۲۰۱۸، سازمان پارک‌های آفریقا مدیریت منطقه را با همکاری دولت چاد بر عهده گرفته است. این سازمان با کمک اتحادیه اروپا (۴٫۷ میلیون یورو) و قرعه‌کشی پستی هلند (۳ میلیون یورو)، در تلاش است زیرساخت‌ها را توسعه دهد و گردشگری را برای حمایت مالی از منطقه و مردم محلی تقویت کند. در ژانویه ۲۰۱۹، دولت چاد حدود ۵۰٬۰۰۰ کیلومتر مربع از فلات را به‌عنوان «ذخیره‌گاه طبیعی و فرهنگی اندی» اعلام کرد.
بانک جهانی نیز طرحی برای مدیریت و توزیع درآمدهای نفتی پیشنهاد داده است که بر اساس آن ۷۰٪ درآمد مستقیم نفت به بخش‌های اولویت‌دار، ۱۵٪ به سرمایه‌گذاری عمومی، ۵٪ به استان نفت‌خیز، و ۱۰٪ برای نسل‌های آینده اختصاص یابد. با این حال، دولت چاد به‌دلیل عدم پایبندی به این برنامه مورد انتقاد قرار گرفته است.

## زمین‌شناسی
فلات اندی عمدتاً از ماسه‌سنگ متعلق به دوره‌های کامبرین، اردویسین تا کربنیفر تشکیل شده که بر روی سکوی شمالی گوندوانا قرار گرفته است. بستر زیرین آن از گرانیت، گنیس یا کوارتزیت متعلق به دوره پان‌آفریکن ساخته شده است. خطوط یخچالی و ساختارهای چین‌خورده و فرورفته در منطقه نشان‌دهندهٔ وقوع یخبندان آندی-صحرا در گذشته‌اند.
ترجمهٔ کامل بخش‌های خواسته‌شده به فارسی، با حفظ ساختار و دقت علمی و نگارشی:

## زیاگان

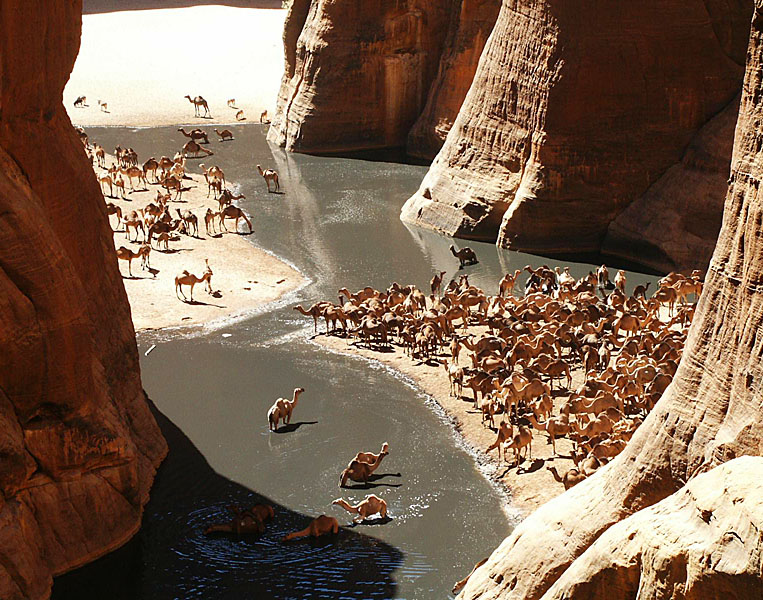
شترها در قلته آرشی، یکی از نقاط شاخص فلات اندی

متأسفانه به‌دلیل مشکلات امنیتی، شرایط سخت اقلیمی، جنگ‌ها و راه‌زنی، مطالعات چندانی در مورد شمال چاد انجام نشده است. با این حال، پژوهشگران دریافته‌اند که به‌سبب وجود ذخیرهٔ آبی وسیع در این منطقه، فلات اندی دارای تنوع زیاگانی غنی‌ای است. به‌عنوان نمونه، دست‌کم ۱۹۹ گونه از پرندگان مهاجر ثبت شده‌اند که از این منطقه عبور می‌کنند.
نمونه‌های دیگری از زیاگان شامل تمساح آفریقای غربی هستند که با عنوان «تمساح بیابانی» نیز شناخته می‌شود و در زمانی که بارندگی در صحرای بزرگ آفریقا بیشتر بود، در سراسر آن منطقه می‌زیست. ویژگی بارز جمعیت کنونی این تمساح‌ها کوتاه‌قامتی آن‌هاست که به دلیل انزوای جغرافیایی ایجاد شده و آن‌ها را به نمونه‌ای نادر تبدیل کرده است (جمعیت‌های مشابهی پیش‌تر در موریتانی و الجزایر نیز وجود داشته‌اند). آن‌ها اکنون تنها در چند برکهٔ طبیعی در ژرف‌دره‌های منطقه از جمله قلته آرشی زنده مانده‌اند و در معرض انقراض قرار دارند.
آخرین شیرهای شمالی که در صحرا زندگی می‌کردند، تا دههٔ ۱۹۴۰ در این منطقه زنده بودند، اما در اثر بهره‌برداری از زمین و شکار نابود شدند. بازمانده‌های احتمالی تیزشاخ آفریقایی و یوزپلنگ شمال‌شرقی آفریقا نیز ممکن است تنها در نواحی دورافتادهٔ فلات اندی باقی مانده باشند.
پژوهشگران با استفاده از تله‌های دوربین، جمعیت منزوی‌ای از شترمرغ شمال آفریقا را شناسایی کردند که هنوز در این منطقهٔ حفاظت‌شده زندگی می‌کنند. برای تقویت این جمعیت، سازمان پارک‌های آفریقا، ۱۱ جوجهٔ شترمرغ را از پارک ملی زاکوما به ذخیره‌گاه منتقل کرد. این جوجه‌ها در یک مرکز نگهداری تا رسیدن به بلوغ پرورش یافتند و سپس در منطقهٔ وسیع‌تری رهاسازی شدند. تا سال ۲۰۲۲، شمار شترمرغ‌ها در اندی به ۲۵ عدد رسیده است.
همچنین گفته می‌شود که جانوری افسانه‌ای به نام «ببر اندی» که برخی آن را بازماندهٔ یک گربه‌سان دندان‌خنجری می‌دانند، ممکن است هنوز در آن‌جا زندگی کند. گونه‌های دیگری از غزال و آهو نیز در این منطقه حضور دارند. اما شکار و شکار غیرقانونی باعث کاهش تعداد گونه‌ها شده است.
در نهایت، کشف گونه‌های ماهی مانند P. senegalus و P. normani برای پژوهشگران اهمیت ویژه‌ای دارد، چرا که وجود این گونه‌ها در دل صحرای بزرگ، ارتباط میان دریاچه‌های اونیانگا و دریاچه چاد را نشان می‌دهد. پژوهشگران برای انجام این مطالعه در شب و روز، با استفاده از تور و مشاهده مستقیم به نمونه‌برداری پرداختند. به‌طور کلی، به‌گفته پژوهشگر «داژه»، تنها هفت گونه ماهی در فلات اندی یافت شده‌اند.

## گیاهان
در مجموع ۲٬۱۷۳ گونهٔ گیاهی بومی در چاد شناسایی شده‌اند و برخی از نخستین گیاه‌شناسانی که در دههٔ ۱۹۵۰ در منطقه فعالیت داشتند، شامل آر. کورتی، اچ. ژیله، آر. مایر و پی. کزل بودند. تا امروز بیش از ۵۲۵ گونهٔ گیاهی در منطقهٔ اندی فهرست شده‌اند.
به‌طور مشخص، پژوهشگر ژیله یک سامانهٔ طبقه‌بندی برای توصیف هفت شکل اصلی زیستی گیاهان منطقه ارائه کرد: ۴۱٫۳٪ تروفیت (گیاهان یک‌ساله)، ۳٪ ژئوفیت (پیازدار یا ریشه‌دار)، ۵٫۱٪ هلوفیت (گیاهان آب‌دوست)، ۱٫۱٪ هیدروفیت (آبزی)، ۷٪ همی‌کریپتوفیت (نیمه‌نهفته)، ۱۸٫۴٪ کمافیت (بوته‌های کوچک)، و ۱۵٫۱٪ فانروفیت (درختان و درختچه‌ها).
گونه‌هایی نادر مانند Rauwolfia afra که معمولاً در مناطق گرمسیری و استوایی آفریقا یافت می‌شود، در این منطقه نیز دیده شده است. بیشتر پوشش گیاهی منطقه توسط ژرف‌درهها و گولتاهای عمیق محافظت می‌شود. تنها ۲٪ از زمین‌های چاد قابل کشت است، حدود ۵۰٪ برای چرا استفاده می‌شود، و غلات بخش اصلی تغذیهٔ ساکنان را تشکیل می‌دهند.
در دوره‌های خشک، این منطقه پناهگاهی برای گونه‌های نیمه‌گرمسیری مانند نخل‌ها و علف‌هاست. رایج‌ترین انواع خاک در چاد شامل «لپتوسول»، «رگوسول» و «آرنوسول» در مناطق مرکزی و شمالی، و «فلوویسول»، «پلینتوسول»، «پلانوسول»، «سولونچاک» و «ورتیسول» در مناطق جنوبی هستند. ملخ بیابانی نیز به دلیل تأثیر منفی‌اش بر پوشش گیاهی محلی، به‌ویژه محصولات زراعی و مراتع، شناخته‌شده است.

## فرهنگ
با آن‌که تاریخ‌گذاری دقیقی برای هنر صخره‌ای اندی در دست نیست، اما تصاویر یافت‌شده به حدود ۵۰۰۰ پیش از میلاد بازمی‌گردند. نبود مواد آلی باعث شده تاریخ‌گذاری با دشواری انجام شود، به‌جز موارد معدودی مانند یک فک گاو از حدود ۶۳۰ پیش از میلاد. پژوهشگران برای تعیین قدمت این مکان‌ها از کربن۱۴ به‌روی زغال‌چوب و استخوان‌های دام بهره می‌برند. تاکنون حدود شش مکان و نزدیک به ۴۰ تصویر شناسایی شده‌اند.
از جمله نمونه‌های نقوش یا نقاشی‌های صخره‌ای می‌توان به محل موسوم به «دیدگاه گم‌شده» در نیولا دوئا اشاره کرد. هزاران نگاره از انسان‌ها و حیوانات در سراسر منطقه وجود دارد که تخمین زده می‌شود قدمتی حدود ۸۰۰۰ سال داشته باشند. بخش بزرگی از این آثار به دلیل استفاده از رنگ‌ها، بیان‌گری بالایی دارند؛ به‌گونه‌ای که بیش از ۸۶٪ از آن‌ها نقاشی‌شده و تنها ۱۴٪ حکاکی‌شده‌اند. این آثار بر کف، سقف و دیوارهای پناهگاه‌هایی که بر اثر فرسایش بادی ایجاد شده‌اند، نقش بسته‌اند و معمولاً در مکان‌هایی مرتفع قرار دارند.

### هنر صخره‌ای
این هنرها انسان و حیوان را همان‌گونه که در زندگی واقعی بوده‌اند به‌تصویر کشیده‌اند، با حداقل یا بدون نشانی از زندگی شکارچی‌گردآورنده. متأسفانه بسیاری از نقاشی‌ها به‌دلیل فرسایش و تخریب انسانی، آسیب دیده‌اند.

#### اهمیت

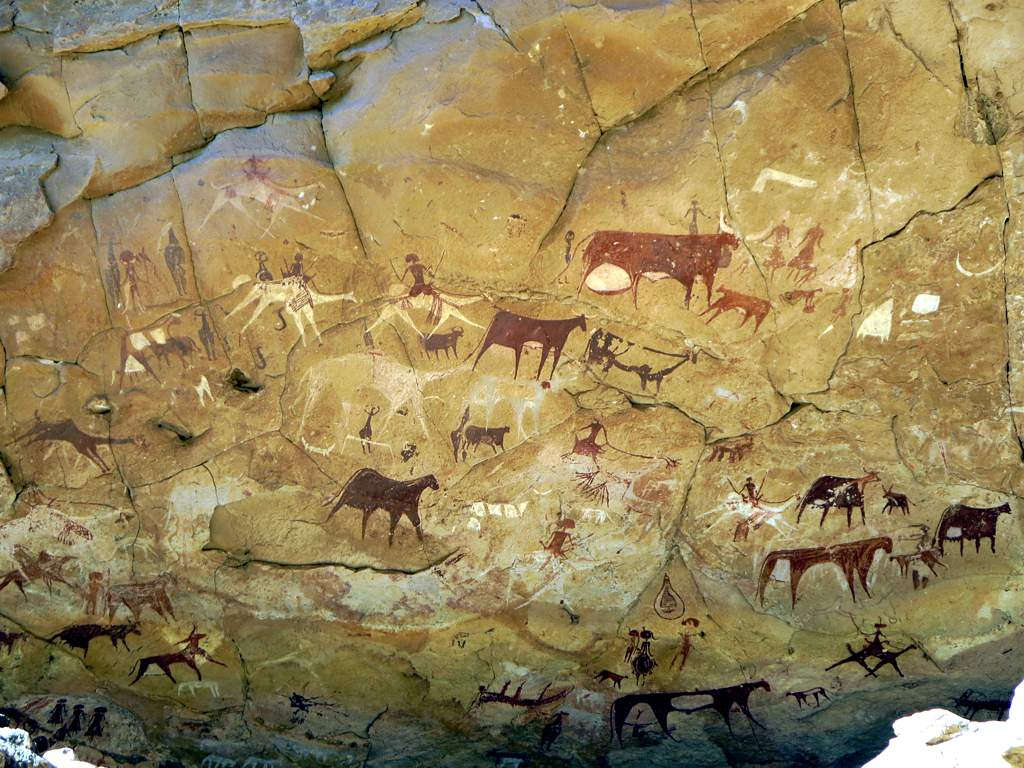
نقاشی‌های صخره‌ای در غار «ماندا گولی» در رشته‌کوه اندی

نقاشی‌های آغازین تک‌رنگ بودند و انسان‌هایی را نشان می‌دادند که با دام‌هایشان کار می‌کردند. بسیاری از آن‌ها با تجهیزات شکار به تصویر کشیده شده‌اند. این تصاویر شیوهٔ زندگی مردم در دورهٔ آغازین عصر آهن در آفریقا (از حدود سدهٔ دوم میلادی تا ۱۰۰۰ میلادی) را نشان می‌دهند.
در گذر زمان، نگاره‌ها رنگارنگ‌تر شدند و سلاح‌های جنگی بیشتری در آن‌ها دیده می‌شود که احتمالاً بیان‌گر شدت‌یافتن درگیری‌ها و شکل‌گیری سلسله‌مراتب اجتماعی بوده است. تغییرات اقلیمی ناشی از کاهش منابع آبی و چراگاه‌ها نیز ممکن است در این سلاح‌ها بازتاب یافته باشد.

#### جانوران
از حیوانات اهلی، تقریباً ۶۹٪ از نقش‌ونگارهای سنگی فلات اندی را تشکیل می‌دهند. بیشترین اهمیت در هنر صخره‌ای به گاوهای اهلی اختصاص دارد. در یک محل به نام «موردی»، پژوهشگران فراوانی تصاویر انسان و حیوان را بررسی کردند: بیش از ۵۰٪ کل نگاره‌ها مربوط به گاو است، حدود ۱۰٪ بز و نزدیک به ۵٪ سگ بوده‌اند. نخستین تصویر سنگی کشف‌شده شامل «آپولون گارامانته» است که دو چهره ماسک‌زده را کنار گاوها نشان می‌دهد.
گاوها با شاخ‌هایی خاص، به‌ویژه گونه‌های شاخ بلند، شناخته می‌شوند. برخی شاخ‌ها به‌صورت شبه-لیرا بودند و برای جداسازی فردی این حیوانات از هم استفاده می‌شد. نقش‌ونگارها گاوها را با طرح‌هایی هندسی و پرنقش‌ونگار در سایت‌هایی مانند «چیگوئو II» نمایش داده‌اند.
سایر حیوانات اهلی مانند گوسفند و سگ نیز به تصویر کشیده شده‌اند. در دوره آهن، نگرش سبک زندگی بیشتر کوچ‌گرایانه بود و شتر و به‌ویژه اسب در نقش‌ونگارها ظاهر شدند. برخلاف گاوها، حیوانات بزرگ‌تر مانند اسب‌ها معمولاً با طرح رنگی متمایز نمایش داده نشده‌اند، اما اسب‌ها معمولاً در حالت دویدن تصویر شده‌اند، که جلوه‌ای هنرمندانه به آن آثار بخشیده است.
حیوانات وحشی نیز در آثار هنری با معانی مذهبی و اسطوره‌ای به‌تصویر کشیده شده‌اند. زرافه‌ها رایج‌ترین حیوان وحشی هستند و بیشتر در دوره شکارچی-گردآورنده مصور شده‌اند. همچنین شاخ‌دراز بسیاری از گونه‌های کرگدن به همراه انسان‌هایی با سر گرد نقش‌شده‌اند، که رفتاری نادر برای کرگدن‌هاست که معمولاً به‌صورت جفت یا تنها زندگی می‌کنند.

## مردم
تصویرپردازی از انسان‌ها در هنر صخره‌ای انِدی نسبتاً رایج است و از میان نگاره‌های انسانی، تنها ۴٪ به‌صورت کنده‌کاری‌شده هستند. در میان این نگاره‌ها، ردّ دستان بسیاری از مردان و زنان دیده شده است. مردان اغلب در حال ایستادن در برابر گاوها، در حالی‌که نیزه و سپر به‌دست دارند، به‌تصویر کشیده شده‌اند؛ این صحنه‌ها بیشتر حالت دفاع از دام‌ها را نمایش می‌دهند. زنان به اندازهٔ مردان نمایش داده نشده‌اند. در نموداری که پیش‌تر اشاره شد و به فراوانی انسان‌ها و جانوران می‌پردازد، در محوطهٔ «موندی» مردان در ۲۰٪ موارد و زنان تنها در ۱۰٪ موارد تصویر شده‌اند. با این حال، زنان اغلب با آرایش‌های پرزرق‌وبرق ترسیم شده‌اند، همانند مواردی که در «نیولا دوا» دیده می‌شود. این زنان با خطوط موج‌دار و نقش‌مایه‌های هندسی پوشیده شده‌اند که این الگوها با نگاره‌های سبک «سَرگِرد» در الجزایر مقایسه شده است.
در مکان‌هایی مانند «نابارا ۲» که در پایهٔ سمت شمالی کوه «سائودومانگا» قرار دارد، کنده‌نگاره‌هایی بیضی‌شکل از جانورانی چون شتر، گاو و زرافه دیده می‌شود. جنگجویان در پشت سپرهای گرد پنهان شده‌اند و زنان با لباس‌هایی بلند به‌تصویر کشیده شده‌اند. زنان در این نگاره‌ها فاقد سلاح‌اند، در حالی که مردان معمولاً با سلاح نشان داده شده‌اند.
محوطهٔ مهم دیگر «نیولا دوا» است که در زبان محلی به‌معنای «جای دختران» است. این مکان دیگر تحت حمایت یونسکو نیست، ولی همچنان از مهم‌ترین محوطه‌های صخره‌نگاری در صحرای بزرگ به‌شمار می‌رود. بسیاری از پیکره‌ها در این مکان عریان هستند، در حالی که پیکره‌های کوچک‌تر دامن‌هایی به تن دارند. برخی از این پیکره‌ها دارای ویژگی‌هایی هستند که نشان‌دهندهٔ ابتلا به یک بیماری ژنتیکی به نام کلان‌کپلی است؛ این وضعیت ناشی از انباشت چربی در ناحیهٔ ران‌ها و نشیمن‌گاه است.

## سفالگری
در فاصلهٔ سال‌های ۵۰۰۰ تا ۴۰۰۰ پیش از میلاد (بر اساس گاه‌شمار کالیبره‌شده)، مردم انِدی در قالب گروه‌های شکارچی، ماهی‌گیر و گردآورنده در دشت‌ها زندگی می‌کردند. آن‌ها عمدتاً در مکان‌های سکونتی می‌ماندند، زیرا شرایط محیطی مساعد بود. ظروف سفالی مورد استفاده در این مکان‌ها دارای الگوهای خط‌موج‌دار نقطه‌ای بودند که مختص این دوره است.
تا حدود ۴۰۰۰ پیش از میلاد، جوامع شکارچی و گردآورنده به دام‌پروری گاو تغییر رویه دادند. با این دگرگونی، سبک سفالگری نیز دگرگون شد. به‌عنوان مثال، ظروف دارای نقش‌مایه‌های تزئینی بیشتری شدند و شکل‌های متنوع‌تری یافتند. همچنین، ابزارهای سنگی خاصی برای نخستین‌بار پدیدار شدند، مانند تبرها.
در نهایت، با افزایش خشکی در فاصلهٔ ۳۰۰۰ تا ۲۰۰۰ پیش از میلاد، سکونتگاه‌های تثبیت‌شده‌تری به وجود آمد و دام‌پروری بیشتر با دام‌های کوچک گسترش یافت. در این دوره، سفال‌ها برای نخستین‌بار دارای نقش‌مایه‌های هندسی شدند و ابزارهای سنگی شامل تراشه‌های بازتراش‌خورده و ابزارهای ساینده بود.

## محوطه‌های مهم
- همان‌طور که گفته شد، نیولا دوا دیگر تحت حفاظت یونسکو نیست، اما همچنان به‌دلیل نگاره‌های صخره‌ای باشکوه خود شناخته‌شده است. این محوطه در شمال شرق «فادا» واقع شده که تنها شهر در منطقه انِدی است.[۲۵] قدمت آثار این مکان بین ۸۰۰۰ تا ۲۰۰۰ سال پیش است.
- منطقهٔ آرشی در جنوب شرقی فادا قرار دارد و به‌دلیل داشتن یک آبشخور باستانی، مرکز زندگی کوچ‌نشینی در انِدی محسوب می‌شود. در این منطقه هنر نقاشی با قدمتی بیش از ۸۰۰۰ سال یافت می‌شود. محوطهٔ «ماندا گولی» در این منطقه قرار دارد که به‌دلیل جایگاه مرتفع، آثار آن در وضعیت خوبی حفظ شده‌اند.
- «آیهی تیغی»، سازه‌ای سنگی است که به‌خاطر نقاشی ۳ متری گاوی کهن شهرت دارد. گمان می‌رود که از این مکان به‌عنوان پناهگاهی از شکارچیان برده استفاده می‌شده است.[۲۵] بر دیوارهای آن نگاره‌هایی از جانوران سرخ و سفید، مردان، زنان و گاوهایی با نقش‌مایه‌های خاص روی پوست دیده می‌شود.[۲۲]
- دره و گُلتای «باچیکِله» در منطقه انِدی از نظر بوم‌شناسی بسیار حائز اهمیت است؛ چرا که گیاهانی در آن می‌رویند که در هیچ بخش دیگری از صحرای بزرگ و ساحل صحرا یافت نمی‌شوند.[۲۶]

## پژوهش و آگاهی‌رسانی
همان‌طور که در نگاره‌های صخره‌ای بازتاب یافته، در گذر زمان به‌دلیل تغییرات اقلیمی و همچنین شکار و قاچاق، گونه‌های جانوری در منطقه کاهش یافته‌اند. افزون بر آن، خرابکاری نیز لطمهٔ زیادی به آثار وارد کرده است. برای نمونه، برخی از جوانان محلی مظنون به آسیب‌رساندن به آثار هستند؛ آن‌ها با نوشتن نام خود به زبان فرانسوی یا عربی روی نگاره‌ها، آن‌ها را مخدوش کرده‌اند. آخرین مورد در ژانویهٔ ۲۰۱۷ ثبت شده است. وزیر فرهنگ چاد، «محمد صالح حرون» دراین‌باره گفت: «این داستانی آفریقایی است و آن‌ها می‌خواستند آن را نابود کنند.» هرچند رئیس یونسکو در چاد، «عبدالکریم آدوم بهار»، باور دارد که می‌توان این آسیب را ترمیم کرد، اما سازمان‌های دیگری نیز وارد عمل شده‌اند. از جمله «بنیاد اعتماد برای هنر صخره‌ای آفریقا» که با همکاری «بنیاد فاکتوم»، اقدام به مستندسازی آثار انِدی با استفاده از عکس کرده‌اند تا مشکلات مربوط به حفاظت از این آثار را نشان دهند. به‌دلیل فرسایش طبیعی و خرابکاری انسانی، آثار هنری انِدی در معرض نابودی بوده‌اند، اما اکنون این هنر به‌صورت سه‌بعدی مستند شده تا آگاهی‌بخشی در مورد زیبایی و ارزش آن افزایش یابد. همچنین مستندهایی دربارهٔ این مناظر ساخته شده‌اند، از جمله فیلم «برج‌های انِدی» به کارگردانی «رنَن اوزتورک» که زیبایی این منطقه را به تصویر می‌کشد.